# كوايدان
كوايدان (باليابانية: 怪談) هو فيلم رعب ومختارات ياباني صدر سنة 1964، من إخراج ماساكي كوباياشي، مستوحى من قصص مجموعة كويزومي ياكومو للفلكور الياباني. فاز الفيلم بجائزة جولي بريز الخاص في مهرجان كان السينمائي الفرنسي عام 1965، بالإضافة إلى ترشح الفيلم لجائزة الأوسكار لأفضل فيلم أجنبي عام 1965.

## روابط خارجية
- كوايدان على موقع IMDb (الإنجليزية)
- كوايدان على موقع روتن توميتوز (الإنجليزية)
- كوايدان على موقع ألو سيني (الفرنسية)
- كوايدان على موقع أول موفي (الإنجليزية)
- كوايدان على موقع فيلمافينيتي (الإسبانية)
- كوايدان على موقع قاعدة بيانات الفيلم (الإنجليزية)
- كوايدان على موقع ليتربوكسد (الإنجليزية)
- كوايدان على موقع كينوبويسك (الروسية)
- "怪談 (Kaidan)" (باليابانية). قاعدة بيانات الأفلام اليابانية. Archived from the original on 2018-05-05. Retrieved 2007-07-16.

كتابات نصية كتبت عن كوايدان
- The Reconciliation at K.Inadomi's Private Library
- The Story of Mimi-nashi-Hōichi at K.Inadomi's Private Library
- Yuki-Onna at K.Inadomi's Private Library